# Kamil Kosowski
Kamil Kosowski (pronunție în poloneză [ˈkamil kɔˈsɔfski], n. 30 august 1977, Ostrowiec Świętokrzyski) este un fost fotbalist polonez care a jucat pe postul de mijlocaș.

## Cariera la club
Și-a început cariera la clubul KSZO Ostrowiec Świętokrzyski din orașul său natal.

### Wisła Cracovia și împrumuturi
Kosowski a devenit cunoscut în Polonia după performanțele sale pentru Wisła Cracovia în meciurile din Cupa UEFA, sezonul 2002-2003.
Evoluțiile sale bune i-au adus un transfer la 1. FC Kaiserslautern în Germania în 2003 și apoi la Southampton FC, unde a fost împrumutat pentru un an și a fost reconvocat la echipa națională a Poloniei. El a marcat o singură dată în liga pentru Southampton, într-un meci încheiat la egalitate, scor 1-1 cu Hull City.

### Cadiz CF
Kosowski a semnat pe 25 ianuarie 2008 un contract pe doi ani și jumătate cu echipa din a doua divizie spaniolă Cadiz CF. Cadiz a terminat a 20-a din Segunda Division (2007-2008) și a retrogradat în Segunda Division B.

### APOEL Nicosia

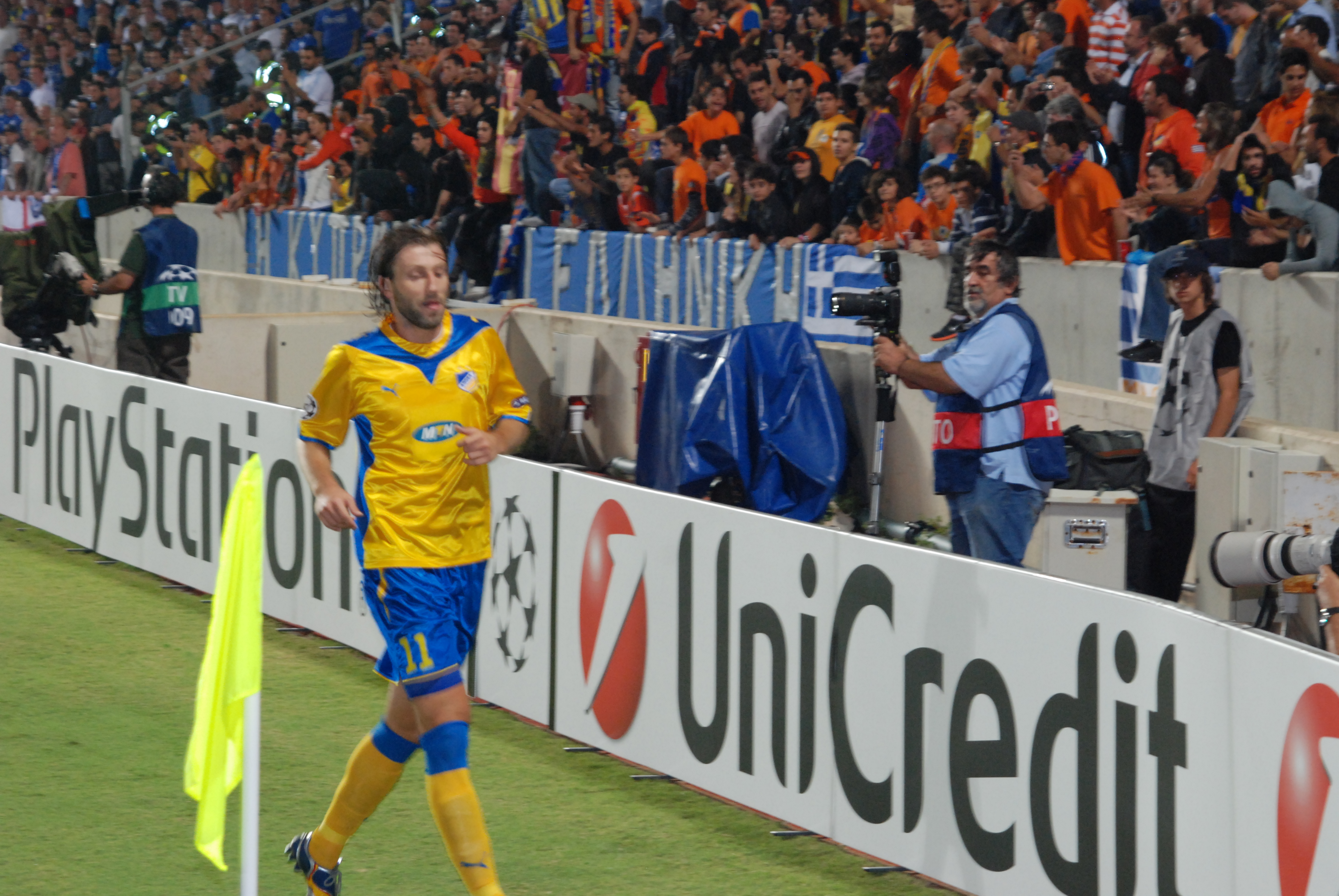
Kosowski jucând pentru APOEL într-un meci de UEFA Champions League cu Chelsea

Pe 7 iulie 2008, a fost transferat de APOEL de la Cadiz CF și a semnat un contract pe doi ani. În prima lui apariție oficială la APOEL, Kosowski a marcat singurul gol în Super Cupa cu Anorthosis câștigată de APOEL. În primul său an în club, el a ajutat APOELul să câștiga campionatul Ciprului în sezonul 2008-09, fiind unul dintre cei mai valoroși jucători ai clubului. În sezonul următor a câștigat Super Cupa din nou și a jucat în cinci meciuri în grupele UEFA Champions League 2009-10, cu APOEL. El a declarat că participarea sa cu APOEL în Liga Campionilor a fost unul dintre cele mai importante momente din cariera sa.

### Apollon Limassol
Pe 31 mai 2010 a semnat un contract pe doi ani cu Apollon Limassol , dar la sfârșitul sezonului, contractul său a fost reziliat de comun acord.

### GKS Bełchatów
În iulie 2011 a semnat un contract pe un an cu GKS Bełchatów.

## Carieră internațională
Kosowski a jucat în 52 de partide pentru Polonia, marcând patru goluri.
A fost inclus în lotul de 23 de jucători care a participat la Campionatul Mondial de Fotbal 2006, dar a jucat doar aproximativ cincisprezece minute împotriva Ecuadorului.